# Алтарные свечи

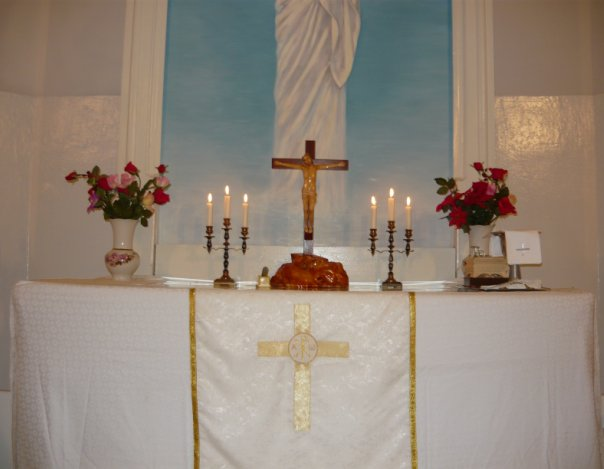
Шесть алтарных свечей в лютеранской церкви города Пушкин

Алтарные свечи — свечи, которые устанавливают на алтаре в католических и протестантских храмах. Алтарные свечи не являются обязательным атрибутом алтаря, однако они всегда зажигаются перед началом богослужения с таинствами. После завершения богослужения алтарные свечи тушат специальными экстинкторами. Число алтарных свечей всегда чётное. Минимальное количества алтарных свечей — 2 (во время обычного воскресного богослужения), во время больших церковных праздников зажигаются 6 свечей, во время прочих праздников 4. Во избежание загрязнения воском поверхности алтаря и алтарных покровов, свечи помещаются в подсвечники. Свечи располагаются по обеим сторонам от алтарного креста.